# Kuślin
Kuślin is een dorp in het Poolse woiwodschap Groot-Polen, in het district Nowotomyski. De plaats maakt deel uit van de gemeente Kuślin.